# Maurice Bernard (homme politique)
Pour les articles homonymes, voir Bernard et Maurice Bernard.
Maurice Bernard est un homme politique français né le 5 mai 1877 à Baume-les-Dames (Doubs) et décédé le 10 octobre 1916 à Pau (Basses-Pyrénées).
Professeur agrégé de droit, d'abord à Dijon puis à Paris, il succède à son père, Jean Bernard, comme conseiller général du Doubs, en 1908. En 1914, il succède à Charles Beauquier comme député du Doubs et s'inscrit au groupe de la Gauche radicale. Il meurt dans un accident d'avion à Pau où il devait obtenir son brevet de pilote sur avion de chasse.
Membre de la Commission de l'Armée, il est en août 1915 l'auteur d'un rapport sur les auto-mitrailleuses et les auto-canons,.

## Source
- « Maurice Bernard (homme politique) », dans le Dictionnaire des parlementaires français (1889-1940), sous la direction de Jean Jolly, PUF, 1960 [détail de l’édition]